# Smother
Smother är en brittisk-irländsk kriminal- och dramaserie. Första säsong hade premiär den 7 mars 2021, och bestod av sex avsnitt. Seriens andra säsong också bestående av sex avsnitt hade premiär i januari 2022. Seriens tredje och sista säsong hade premiär i februari 2023. Serien är skapad av Kate O'Riordan som också skrivit manus till serien. Serien har sänts på TV4 Play.

## Handling
Serien kretsar kring Val Ahern vars man dör samma dag som fyller år. När hon undersöker dödsfallet framkommer fler och fler hemligheter. Hur väl kände hon egentligen sin man?

## Rollista i urval
- Dervla Kirwan - Val Ahern
- Gemma-Leah Devereux - Anna Ahern
- Seána Kerslake - Grace Ahern
- Niamh Walsh - Jenny Ahern
- Justine Mitchell - Elaine Lynch
- Stuart Graham - Denis Ahern
- Conor Mullen - Frank Ahern
- Hilary Rose - Alanna Hutchins
- Kevin McGahern - Michael Foley
- Jason O'Mara - Paul Madigan
- Fionnula Flanagan - Caro Noonan